# 시몬 스톡
성 시몬 스톡(라틴어: Sanctus Simon Stock)은 13세기에 살았던 잉글랜드인으로, 초창기 가르멜회의 총장이었다. 역사적으로 그의 생애 전반에 대해서는 그리 많이 알려져 있지 않다. 전승에 의하면, 성모 마리아가 시몬 스톡에게 발현하여 갈색 스카풀라를 건네주며 이 스카풀라를 착용하는 자는 죽을 때 연옥으로부터 구해주겠다는 약속을 했다고 전해진다. 그러한 연유로 성 시몬 스톡에 대한 신심은 가르멜 산의 성모 신심과 항상 연결되어 있다.

## 약력
가르멜 수도회는 원래 팔레스타인에 거주하던 기독교 은수자 공동체에 기원을 두고 있으며, 13세기 초에 유럽으로 건너가서 탁발수도회가 되었다. 시몬 스톡은 잉글랜드 태생으로 유럽으로 건너온 가르멜 수도회의 총장이 되었다.
시몬 스톡의 생애에 대한 역사적 증거는 주로 중세 시대의 성인들이나 가르멜회의 역대 총장 목록 정도이며, 유감스럽게도 서로 일관된 정보를 공유하고 있지는 않다. 초창기 자료들에서는 시몬이 일평생을 거룩하게 산 인물로 적고 있으며, 사후에 여러 기적이 일어났다고 전하고 있다. 비록 문헌상으로는 연도가 나와 있지 않지만, 시몬 스톡은 5월 16일에 선종한 것으로 알려져 있다. 시몬 스톡은 켄트 지방의 에일즈포드에서 살았던 것으로 전해지는데, 이곳은 1247년 가르멜회가 팔레스타인 지방을 떠나온 후 최초의 수도회 총회를 연 장소이기도 하다. 시몬 스톡은 가르멜회의 제5대 혹은 제6대 총장(약 1256년~1266년으로 추정)이었으며, 프랑스의 보르도에서 선종하였으며, 유해도 그곳에 안장되었다. 나중에 그의 유해는 1951년에 에일즈포드로 다시 옮겨져 안장되었다.

## 갈색 스카풀라

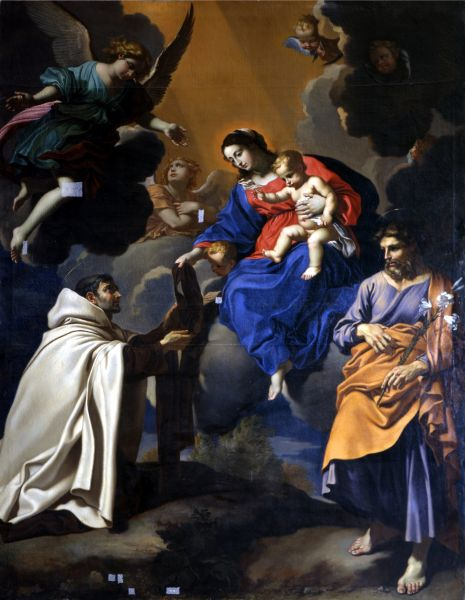
성 시몬 스톡에게 갈색 스카풀라를 건네주는 성모 마리아. 니콜라 미냐르의 그림.

성 시몬 스톡에 대한 가장 초창기 문헌에는 그가 사적 계시를 받은 사실이 언급되어 있지는 않다. 그가 사적 계시를 받았다고 전해지는 날짜인 1251년 6월 16일부터 100년이 훨씬 지난 14세기 후반에 들어서야 성 시몬 스톡이 사적 계시를 받았다는 이야기가 본격적으로 나오게 된다. 1400년경에 기록된 요한 그로시의 《푸른 숲》이란 책에 다음과 같이 기록되어 있다. 한 번은 성 시몬 스톡이 가르멜 수도회를 위해 어떤 특전을 허락해 달라며 가르멜 수도회의 수호성인인 성모 마리아에게 간청하였다. 그 후 어느 날, 성 시몬 스톡이 열심히 기도를 바치고 있는데, 성모 마리아가 천사들의 무리를 대동하고 그의 앞에 나타났다. 이때 성모 마리아는 갈색 스카풀라를 손에 들고 있었는데, 성 시몬 스톡에게 다음과 같이 말하였다. “내가 너와 가르멜의 모든 자녀에게 주는 특전이 여기 있다. 이 옷을 입는 사람은 누구나 구원받을 것이다.” 본래 성모 마리아가 특전으로 약속한 것은 가르멜회 수도자들에 한해서였다. 하지만 16세기에 들어서면서 가르멜 수도회는 갈색 스카풀라를 평신도들에게도 나누어주기 시작하였으며, 점차 대중 사이에서 준성사로서 큰 호응을 얻게 되었다.

## 같이 보기
- 가르멜 산의 성모
- 가르멜 산의 성모 스카풀라
- 가르멜회